# Nikólaos Tompázis
Nikólaos Tompázis (grec moderne : Νικόλαος Τομπάζης ; Saint-Pétersbourg, 1894 - 1986) est un photographe et géologue grec.